# Rutger von Essen
Rutger Fredrik von Essen, född den 7 mars 1914 i Lena församling, Uppsala län, död den 6 juli 1977 i Skoklosters församling, Uppsala län, var en svensk friherre och godsägare. Han var son till Fredrik von Essen och Wera, född Lagercrantz.
von Essen avlade juris kandidatexamen vid Uppsala universitet 1938. Han tjänstgjorde vid Utrikesdepartementet 1939–1946. von Essen blev kammarherre 1954. Han var den siste private ägaren av Skoklosters slott, som såldes till staten 1967. Han grundade Skoklosters bil och motormuseum. von Essen var ordförande i Tessinsällskapet från 1963 och i Håbo härads hembygdsförening från 1970. Han var ledare med titeln regent för Malteserorden i Skandinavien från 1971. von Essen invaldes som ledamot av Samfundet för utgivande av handskrifter rörande Skandinaviens historia 1944. Han blev riddare av Vasaorden 1960 och tilldelades Hans Majestät Konungens medalj av åttonde storleken i Serafimerordens band 1976.
von Essen var från 1937 gift med Hermine Tersmeden (född 1914), dotter till vice häradshövding Erik Benjamin Tersmeden och dennes hustru Selma Wilhelmina Charlotta Grill, samt syster till kompositören Gerard Tersmeden.